# 小沃洛科瓦亞灣
小沃洛科瓦亞灣是俄羅斯的海灣，位於科拉半島西北岸的巴倫支海，由摩爾曼斯克州負責管轄，長8公里、寬3.8公里，海岸線長度21公里，該海灣最大水深141米。
69°40′30″N 31°44′33″E / 69.67500°N 31.74250°E